# 黄凱祥
黄 凱祥（こう がいしょう、ファン・カイシャン、英: Huang Kaixiang、1996年1月15日 - ）は、中華人民共和国の男子バドミントン選手。世界ジュニア選手権の混合ダブルス2連覇者。

## 経歴
ジュニア時代、混合ダブルスでは陳清晨とペアを組み、男子ダブルスでは鄭思維とペアを組んでいた。世界ジュニア選手権では混合ダブルスで2連覇を達成し、アジアジュニア選手権では2014年に男子ダブルスと混合ダブルスと混合団体の全種目で優勝し3冠王者となった。
2016年からは男子ダブルスで王懿律とペアを組む。
2017年のアジア選手権では、準決勝で第3シードの同胞の柴飚 / 洪煒をストレートで破るが、決勝で李俊慧 / 劉雨辰に敗れ銀メダルを獲得した。
その後BWF世界ランキングでは最高で10位に到達した。
2019年後半からは劉成とペアを組む。
同年のマカウ・オープンや、2020年のタイ・マスターズで銀メダルを獲得し、世界ランクは最高18位に到達した。